# Грибовка (Жуковский район)
Грибовка — деревня в Жуковском районе Калужской области России. Входит в состав сельского поселения «Село Высокиничи».

## География
Расположена на берегу реки Аложа, недалеко от моста через эту реку.  Через деревню проходит  автомобильная дорога общего пользования регионального значения 29К-012 — Белоусово - Высокиничи -       Серпухов.
Рядом  Щиглево, Высокиничи.

## История
В 1678 году — поместье Красное.
В 1627/29 годах  Красное Сельцо(Красная Слобода) — поместье Ст. Ильина сына Семынина
В 1782 году — сельцо Красное.
В XVIII веке через деревню проходила дорога из Боровска в Серпухов. 
До 1775 входила в Оболенский уезд Московской провинции Московской губернии, после относилась к  Тарусскому уезду Калужского наместничества, затем губернии.
В 1891 году усадьба Красна (Грибовка) входила в Высокиничскую волость Тарусского уезда.
В 1941 году — деревня Грибовка.

## Население
| 2002 | 2010 |
| ---- | ---- |
| 19   | ↗21  |